# Bjarni Bjarnason
Pour les articles homonymes, voir Bjarnason.
Bjarni Bjarnason est un écrivain islandais, né le 9 novembre 1965 à Reykjavik (Islande).
Alors adolescent, il commença à écrire. Il a déjà publié des poèmes, des récits et au moins six romans. 